# Landkreis Freyung-Grafenau

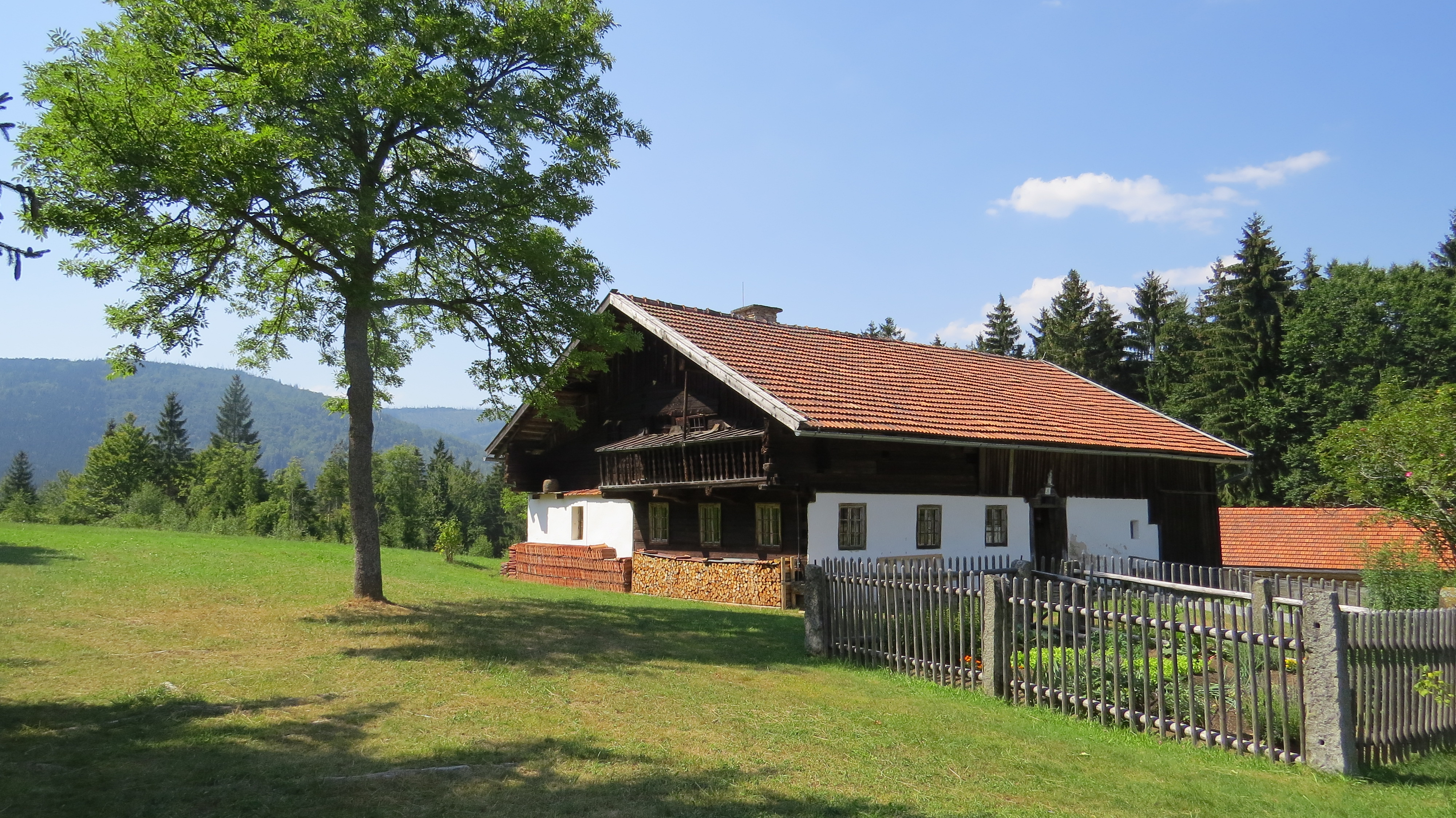
Das Sachl im Freilichtmuseum Finsterau

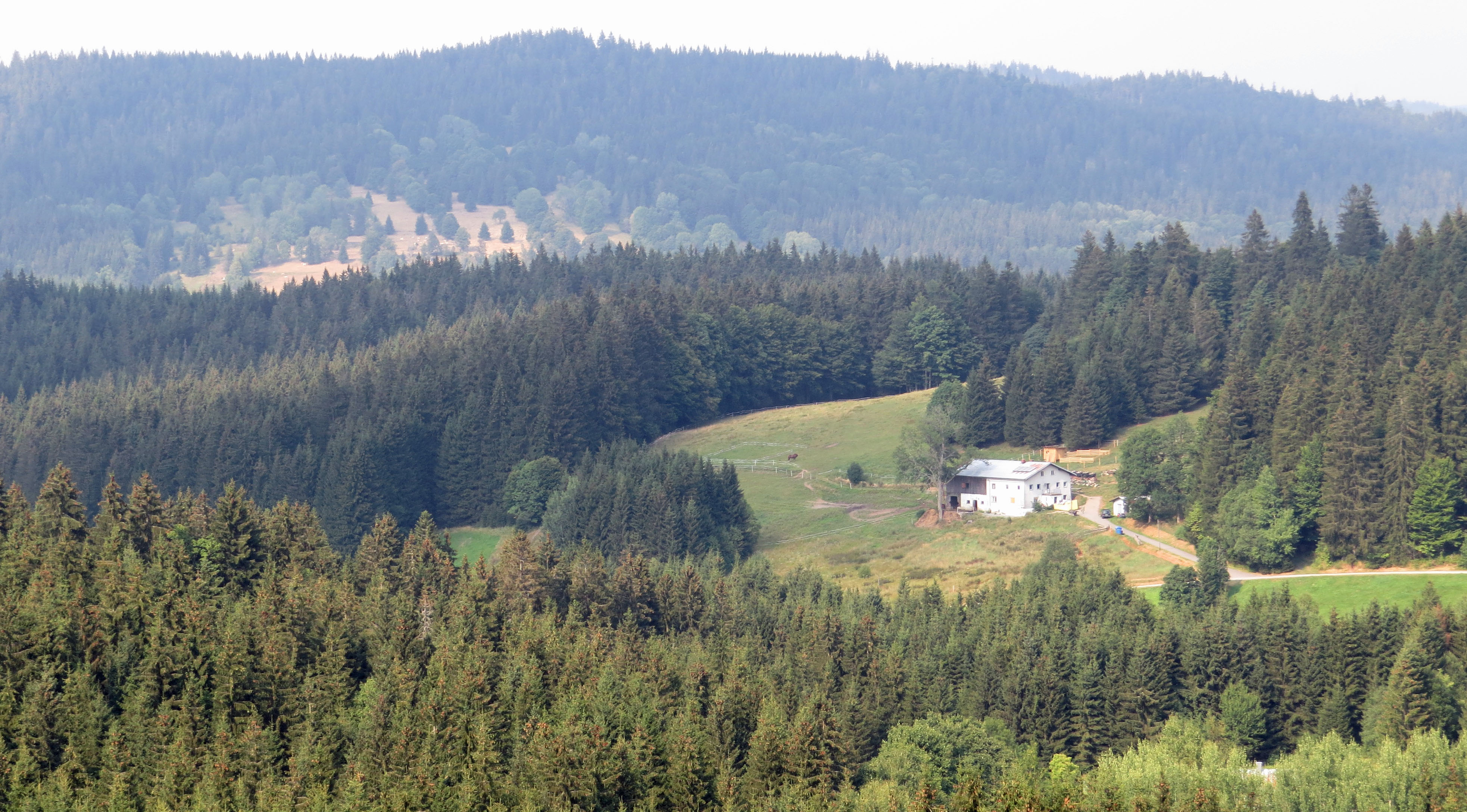
Bei Vorderfirmiansreut

Der Landkreis Freyung-Grafenau ist der östlichste Landkreis Bayerns. Er liegt im Regierungsbezirk Niederbayern und grenzt im Nordosten an Tschechien, im Südosten an Österreich und von Südwest bis Nordwest an drei Landkreise Niederbayerns.

## Geografie

### Lage
Das Kreisgebiet liegt im Bayerischen Wald und hat etwa 60 % Waldanteil. Seine höchste Erhebung ist der Große Rachel (1453 m), der zweithöchste Berg des gesamten Bayerwaldes. Unweit des Rachel entspringt die Ilz, die das westliche Kreisgebiet in südlicher Richtung durchfließt und in Passau in die Donau mündet.

### Nachbarkreise
Nachbarkreise bzw. Verwaltungsgebiete sind im Norden und Osten die tschechischen Kreise Klatovy (Klattau) (Bezirk Pilsen) sowie Prachatice (Prachatitz) und Český Krumlov (Krumau) (beide Bezirk Südböhmen), im Südosten der österreichische Bezirk Rohrbach (Oberösterreich), im Süden der Landkreis Passau, im Westen der Landkreis Deggendorf und im Nordwesten der Landkreis Regen.

## Geschichte

### Bis 1800
Wie in vielen Mittelgebirgen im Süddeutschen Raum beginnt die eigentliche Geschichte des Gebiets des heutigen Landkreises Freyung-Grafenau mit der Besiedelung im Mittelalter.
Entgegen der weit verbreiteten Meinung, der Bayerische Wald sei schon seit der Steinzeit spätestens aber seit den Kelten bewohnt, ist dies archäologisch nicht nachzuweisen.
Zwar zeugen gefundene Silexabschläge und Tonscherben vielerorts von der Anwesenheit von Menschen in prähistorischer Zeit, für dauerhafte Siedlungen aber fehlen gesicherte Hinweise.
Viele Silex- (Feuerstein) Bruchstücke wurden seit dem Mittelalter bei der Düngung der Äcker mit Kalk auf die Felder gebracht. Die zahlreichen Funde von Stein- und Bronzebeilen weisen auf den Brauch hin, derartige Beile („Donnerkeile“) als Abwehrzauber gegen Blitz an exponierter Lage in Häusern und Ställen aufzubewahren. Sie wurden zu diesem Zweck von weit her gehandelt und teilweise von Hausierern verkauft.
Fest steht, dass schon früh Handelswege in Richtung Böhmen durch den Bayerischen Wald führten. Im Mittelalter wurde hauptsächlich Salz auf den Handelsrouten nach Böhmen transportiert. Diese so genannten „Goldenen Steige“ gehörten bis in die frühe Neuzeit zu den bedeutendsten Handelswegen im süddeutschen Raum.
Bis ins 11. Jahrhundert galt der so genannte „Nordwald“, also das Gebiet zwischen Donau, Rachel und Dreisessel als Königsgut. 1010 gelangte das Gebiet östlich der Ilz durch Schenkung als Rodungsland an das Reichskloster Niedernburg in Passau, mit dem es um die Wende des 13. Jahrhunderts an die Passauer Bischöfe fiel.
Die Passauer Fürstbischöfe hatten großes Interesse daran, diese bis dahin recht dünn besiedelte, dicht bewaldete Region urbar zu machen und förderten deshalb die Rodungs- und Siedlungsarbeit. Dies schlägt sich in zahlreichen Ortsnamen nieder, die auf -reut (roden) enden. Die Grenzen zu den Nachbarn Bayern, Österreich und Tschechien waren jahrhundertelang umstritten. Erst unter Fürstbischof Kardinal Leopold Ernst Graf von Firmian konnten 1767 die Grenzen nach Böhmen verbindlich festgelegt werden. Diesem Bischof gelang auch der Rückkauf der seit dem 15. Jahrhundert verpfändeten österreichischen Herrschaft Rannariedl mit dem Gebiet der Sieben Künischen Dörfer.
Hauptort des Abteilandes war lange Zeit der Markt Waldkirchen, der direkt an einem der Hauptwege des Golden Steiges lag.
Die fürstbischöflichen Burgen Fürsteneck und Wolfstein, beide um 1200 unter Fürstbischof Wolfger von Erla zur Sicherung der Landesgrenzen angelegt, wurden im 14. Jahrhundert Sitze der fürstbischöflichen Pfleggerichte, denen auch die Märkte Perlesreut und Freyung unterstanden. Eine gerichtliche Sonderstellung konnte dagegen Waldkirchen wahren. Als einziger Ort der Region wurde der Markt 1460–1470 mit einer Ringmauer befestigt. Reste dieser Mauer sind noch heute vorhanden.
Mit der Säkularisation 1803 wurde das Hochstift Passau aufgelöst und fiel zunächst an das Großherzogtum Salzburg-Toskana. Kurz darauf 1806 fiel dieses Gebiet an das neugegründete Königreich Bayern.
Das Gebiet westlich der Ilz, ursprünglich ebenfalls Königsland, war seit 1000 ein Bestandteil der formbachischen Grafschaft Windberg. Als die Formbacher um 1180 ausstarben, fiel das Gebiet an die Grafen von Andechs-Meranien, von denen es 1207 das Hochstift Passau erwarb. Passau teilte die Grafschaft und gab im selben Jahr das Land am Oberlauf der Ilz mit der Burg Bärnstein den Halsern als Lehen. Diese gründeten noch im 13. Jahrhundert den Markt Schönberg und vergaben einzelne Güter und Rodungsbereiche ihren eigenen Dienstleuten.
1375 starben die Grafen von Hals aus. Haupterbe war Landgraf Johann von Leuchtenberg, der ‚im Asang’, einer Brandrodung, den Markt Grafenau anlegen ließ. Auf sein Betreiben und seine Fürsprache hin, verlieh Kaiser Karl IV. dem noch jungen Markt 1376 die Stadtrechte. 1396 stiftete der Leuchtenberger das Kloster Sankt Oswald. Es lag an einem später ‚Gulden Straß’ genannten Handelsweg, der zuerst von Passau-Hals, teilweise von Vilshofen über Grafenau nach Westböhmen führte. 1417 verkauften die Leuchtenberger ihre Ämter Ranfels und Bärnstein mit der Stadt Grafenau und dem Markt Schönberg an die Ortenburger, von denen sie 1438 die Bayernherzöge erwarben. Diese teilten das Grafenauer Land ihrem Rentamt Straubing zu und setzten in den Burgen Bärnstein und Dießenstein Pflegrichter ein.
Die Bewohner des Wolfsteiner und des Grafenauer Landes gingen über Jahrhunderte territorialgeschichtlich getrennte Wege. Dem Volk ist die alte Grenze zwischen „Bayern“ und „Bistümlern“ noch lange bewusst geblieben. Gemeinsam hatten sie jedoch immer ihre ausgeprägte Liebe zu ihrem Wald und ein Erwerbsleben, das hauptsächlich gekennzeichnet war von Landbau, Viehwirtschaft und Waldarbeit sowie seit dem 15. Jahrhundert Arbeitsverhältnissen in Waldglashütten, planmäßiger Holznutzung mit Holztrift (seit dem 18. Jahrhundert) und Holzver- bzw. -bearbeitung. Im 19. Jahrhundert erreichten endlich die Eisenbahnen und neue Straßenbauten das Waldland, verbanden dieses mit der Welt und leiteten eine bescheidene Industrialisierung ein.

### Bezirksämter
Von 1862 bis ins 20. Jahrhundert bestand der jetzige Landkreis Freyung-Grafenau aus den beiden Bezirksämtern Wolfstein und Grafenau.

### Landkreise
Am 1. Januar 1939 wurde wie sonst überall im Deutschen Reich die Bezeichnung Landkreis eingeführt. So wurden aus den Bezirksämtern die Landkreise Grafenau und Wolfstein.
Bereits um die Mitte des 19. Jahrhunderts entdeckten die ersten Sommerfrischler den Bayerischen Wald. Doch erst mit Gründung des Nationalparks Bayerischer Wald im Jahr 1970 nahm der Tourismus in den Landkreisen Wolfstein und Grafenau deutlich zu. Er zählt heute zu den wichtigsten Erwerbszweigen der Region.
Bestrebungen zur Verwaltungsvereinfachung der Bezirksämter des unteren Bayerischen Waldes gab es schon im vorigen Jahrhundert. Im Jahr 1959 war dann erstmals eine Zusammenlegung der Landkreise Grafenau und Wolfstein im Gespräch. Zehn Jahre später begann die Planung der „Kommunalen Neugliederung“ in Bayern.

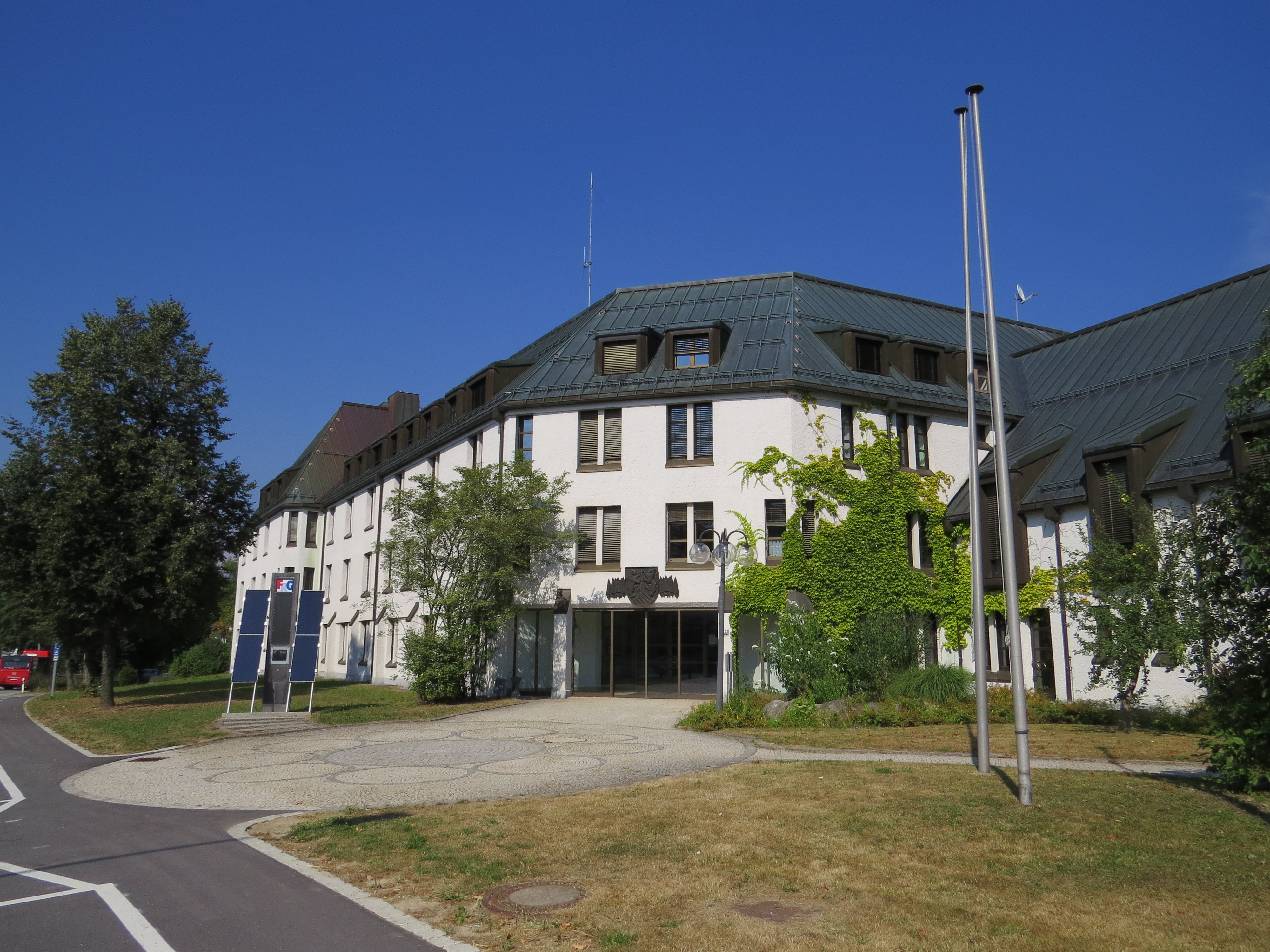
Landratsamt Freyung-Grafenau

### Landkreis Freyung-Grafenau
Nach Zustimmung des Landtags verfügte die Bayerische Staatsregierung mit Rechtsverordnung vom 27. Dezember 1971 die Zusammenlegung der Landkreise Grafenau und Wolfstein am 1. Juli 1972 zum neuen Landkreis Freyung. Am 11. Juni 1972 wählte die Bevölkerung die 50 neuen Kreisräte sowie den bisherigen Landrat des Altlandkreises Wolfstein, Franz Schumertl, zum neuen Landrat.
Am 27. Oktober 1972 entschied der Kreistag des neuen Landkreises in seiner dritten öffentlichen Sitzung in Grafenau mit 33 zu 15 Stimmen den von der CSU-Fraktion vorgeschlagenen neuen Landkreisnamen Freyung-Grafenau. Die Namensänderung trat am 1. Mai 1973 in Kraft. Als Sitz der Landkreisverwaltung wurde die Stadt Freyung, bisher Sitz der Landkreisverwaltung Wolfstein, bestimmt.
Durch die Öffnung des Eisernen Vorhangs in Richtung Tschechien im Jahr 1989 rückte der Landkreis von der Grenzlage in eine zentralere Position. So wurde kurz darauf der Nachbar-Nationalpark Šumava gegründet, welcher gemeinsam mit dem Nationalpark Bayerischer Wald eines der größten Waldgebiete Europas bildet. Auch die Transitverbindung zwischen Deutschland und Tschechien durch den Landkreis nahm deutlich zu. Besonders seit dem EU-Beitritts Tschechiens 2004 und dem Wegfall der Grenzkontrollen 2007 sind die wirtschaftlichen Verflechtungen stark gestiegen.
Durch eine Wahlkreisreform verlor der Landkreis 2003 seinen direkt gewählten Landtagsabgeordneten. Ein Großteil des Landkreisgebietes wurde mit dem Landkreis Regen zu einem Wahlkreis vereinigt, der südöstliche Teil wurde dem Stimmkreis Passau-Ost zugeteilt. Der direkt gewählte Abgeordnete des Stimmkreises Regen, Freyung-Grafenau ist seitdem Helmut Brunner. In der Legislaturperiode von 2003 bis 2008 zog Helga Weinberger über die CSU-Bezirksliste in den Landtag. 2008 wurde der ehemalige Landrat Alexander Muthmann über die Freie Wähler-Bezirksliste in den Landtag gewählt.

### Einwohnerentwicklung

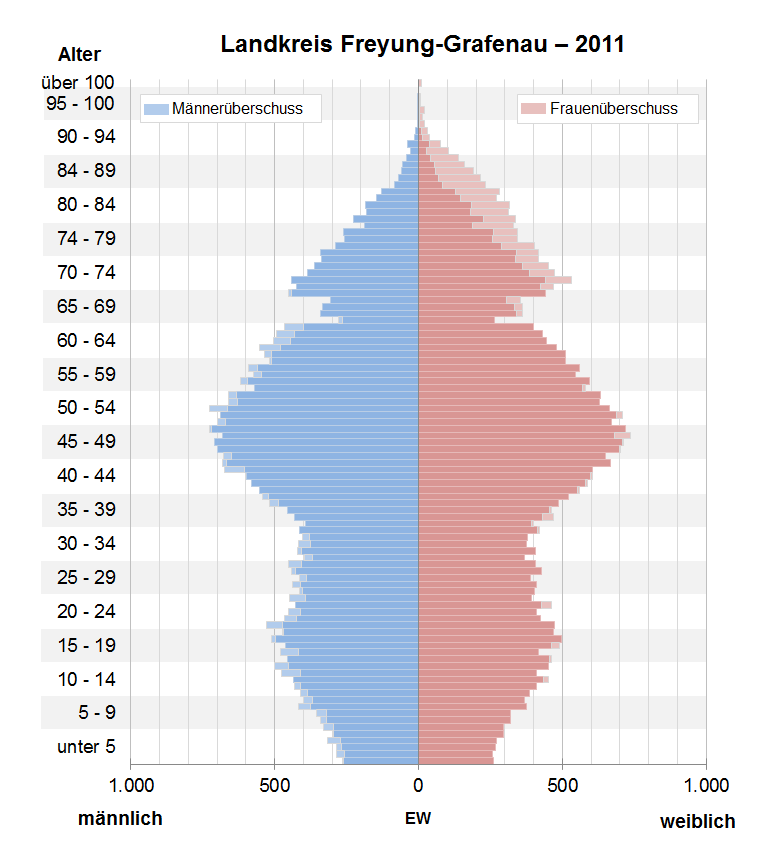
Bevölkerungspyramide für den Kreis Freyung-Grafenau (Datenquelle: Zensus 2011.)

Von 1988 bis 2008 wuchs der Landkreis Freyung-Grafenau um ca. 4000 Einwohner bzw. um rund 5 %. Seit 2002 ist die Tendenz nach einem Höchststand von rd. 82.500 Einwohnern rückläufig. 
Zwischen 1988 und 2018 wuchs der Landkreis von 75.941 auf 78.355 um 2.414 Einwohner bzw. um 3,2 %. In den meisten Gemeinden konnte sich der Zuwachs der 1990er Jahre nicht halten und sank seit den 2000er Jahren kontinuierlich.
Die nachfolgenden Zahlen beziehen sich auf den Gebietsstand vom 25. Mai 1987.
| Bevölkerungsentwicklung | Bevölkerungsentwicklung | Bevölkerungsentwicklung | Bevölkerungsentwicklung | Bevölkerungsentwicklung | Bevölkerungsentwicklung | Bevölkerungsentwicklung | Bevölkerungsentwicklung | Bevölkerungsentwicklung | Bevölkerungsentwicklung | Bevölkerungsentwicklung | Bevölkerungsentwicklung | Bevölkerungsentwicklung | Bevölkerungsentwicklung | Bevölkerungsentwicklung |
| ----------------------- | ----------------------- | ----------------------- | ----------------------- | ----------------------- | ----------------------- | ----------------------- | ----------------------- | ----------------------- | ----------------------- | ----------------------- | ----------------------- | ----------------------- | ----------------------- | ----------------------- |
| Jahr                    | 1840                    | 1900                    | 1939                    | 1950                    | 1961                    | 1970                    | 1987                    | 1991                    | 1995                    | 2000                    | 2005                    | 2010                    | 2015                    |                         |
| Einwohner               | 40.717                  | 48.294                  | 57.292                  | 75.499                  | 67.870                  | 72.402                  | 75.564                  | 79.782                  | 81.861                  | 82.434                  | 81.582                  | 79.293                  | 78.122                  |                         |

## Politik

### Kreistag
Bei den letzten fünf Kreistagswahlen führten die Ergebnisse zu folgenden Sitzverteilungen:
| Kreistagswahl 2020Wahlbeteiligung: 68,7 % (+2,1 %) %403020100 35,011,910,59,47,06,56,24,13,0 CSUCWG–FWbFWSPDJWUeGrüneAfDBPÖDPFDPGewinne und Verlusteim Vergleich zu 2014 %p 8 6 4 2 0 −2 −4 −6−1,1−2,9+0,1−4,5−1,1+1,1+6,5−0,3−0,7+3,0CSUCWG–FWFWSPDJWUGrüneAfDBPÖDPFDPAnmerkungen:b Christliche Wählergemeinschaft – Freie Wählere Junge Wähler Union | Sitzverteilung im Kreistag Freyung–Grafenau seit 2020Insgesamt 60 Sitze - SPD: 6 - Grüne: 4 - ÖDP: 2 - JWU: 4 - FW: 6 - CWG–FW: 7 - FDP: 2 - CSU: 21 - BP: 4 - AfD: 4 |

| Parteien und Wählergemeinschaften | Parteien und Wählergemeinschaften             | 2020   | 2020   | 2014   | 2014   | 2008   | 2008   | 2002   | 2002   | 1996   | 1996   |
| Parteien und Wählergemeinschaften | Parteien und Wählergemeinschaften             | %      | Sitze  | %      | Sitze  | %      | Sitze  | %      | Sitze  | %      | Sitze  |
| CSU                               | Christlich-Soziale Union in Bayern            | 35,0   | 21     | 36,1   | 22     | 32,3   | 21     | 34,9   | 22     | 36,6   | 24     |
| CWG–FW                            | Christliche Wählergemeinschaft – Freie Wähler | 11,9   | 7      | 14,8   | 9      | 14,3   | 9      | 12,4   | 8      | 9,6    | 6      |
| FW                                | Freie Wähler Bayern                           | 10,5   | 6      | 10,4   | 6      | 9,9    | 6      | 10,2   | 6      | 8,7    | 5      |
| SPD                               | SPD Bayern                                    | 9,4    | 6      | 13,9   | 8      | 14,3   | 9      | 17,7   | 10     | 21,0   | 13     |
| JWU                               | Junge Wähler Union                            | 7,0    | 4      | 8,1    | 5      | 8,4    | 5      | 7,0    | 4      | 7,5    | 4      |
| Grüne                             | Grüne Bayern                                  | 6,5    | 4      | 5,4    | 3      | 4,4    | 2      | 3,9    | 2      | 5,5    | 3      |
| AfD                               | AfD Bayern                                    | 6,5    | 4      | –      | –      | –      | –      | –      | –      | –      | –      |
| BP                                | Bayernpartei                                  | 6,2    | 4      | 6,5    | 4      | 5,6    | 3      | 7,2    | 4      | 5,9    | 3      |
| ÖDP                               | Ökologisch–Demokratische Partei               | 4,1    | 2      | 4,8    | 3      | 4,4    | 2      | 5,2    | 3      | 3,6    | 2      |
| FDP                               | FDP Bayern                                    | 3,0    | 2      | –      | –      | 4,1    | 2      | –      | –      | –      | –      |
| REP                               | Die Republikaner                              | –      | –      | –      | –      | 2,3    | 1      | 1,6    | 1      | –      | –      |
| gesamt                            | gesamt                                        | 100,1  | 60     | 100,0  | 60     | 100,0  | 60     | 100,1  | 60     | 98,4   | 60     |
| Wahlbeteiligung                   | Wahlbeteiligung                               | 68,7 % | 68,7 % | 66,6 % | 66,6 % | 68,3 % | 68,3 % | 72,0 % | 72,0 % | 74,4 % | 74,4 % |

### Landräte
| Dauer Amtszeit              | Name                             |
| --------------------------- | -------------------------------- |
| 1. Juli 1972–30. April 1990 | Franz Schumertl (SPD)            |
| 1. Mai 1990–30. April 2002  | Alfons Urban (CSU)               |
| 1. Mai 2002–30. April 2008  | Alexander Muthmann (FWG und CWG) |
| 1. Mai 2008–30. April 2014  | Ludwig Lankl (CSU)               |
| Seit 1. Mai 2014            | Sebastian Gruber (CSU)           |

### Wappen
| Wappen des Landkreises Freyung-Grafenau | Blasonierung: „In Silber mit eingebogener blau-silbern schräg gerauteter Spitze vorne ein linksgewandter schwarzer steigender Bär, hinten ein steigender roter Wolf.“ |
| Wappen des Landkreises Freyung-Grafenau | |

## Gemeinden
(Einwohner am 31. Dezember 2024)
| Städte 1. Freyung (7078) 2. Grafenau (8203) 3. Waldkirchen (11.356) Märkte 1. Perlesreut (2863) 2. Röhrnbach (4323) 3. Schönberg (3925) Weitere Gemeinden 1. Eppenschlag (935) 2. Fürsteneck (826) 3. Grainet (2445) 4. Haidmühle (1401) 5. Hinterschmiding (2442) 6. Hohenau (3269) 7. Innernzell (1516) 8. Jandelsbrunn (3329) 9. Mauth (2016) 10. Neureichenau (4238) 11. Neuschönau (2191) 12. Philippsreut (618) 13. Ringelai (1890) 14. Saldenburg (1986) 15. Sankt Oswald-Riedlhütte (2944) 16. Schöfweg (1297) 17. Spiegelau (3890) 18. Thurmansbang (2570) 19. Zenting (1159) | Verwaltungsgemeinschaften 1. Hinterschmiding (Gemeinden Hinterschmiding und Philippsreut) 2. Perlesreut (Markt Perlesreut und Gemeinde Fürsteneck) 3. Schönberg (Markt Schönberg und Gemeinden Eppenschlag, Innernzell und Schöfweg) 4. Thurmansbang (Gemeinden Thurmansbang und Zenting) Gemeindefreie Gebiete (156,32 km²) 1. Annathaler Wald (10,41 km²) 2. Frauenberger und Duschlberger Wald (21,09 km²) 3. Graineter Wald (6,60 km²) 4. Leopoldsreuter Wald (14,79 km²) 5. Mauther Forst (24,67 km²) 6. Philippsreuter Wald (3,01 km²) 7. Pleckensteiner Wald (13,04 km²) 8. Sankt Oswald (12,15 km²) 9. Schlichtenberger Wald (17,82 km²) 10. Schönbrunner Wald (21,26 km²) 11. Waldhäuserwald (11,48 km²) |

## Wirtschaft und Infrastruktur
Sedlbauer AG (Grafenau/Elektronik), AMF (Grafenau/Mineralfasern), Karl Bachl GmbH & Co.KG (Röhrnbach/Bauunternehmen), Knaus Tabbert (Jandelsbrunn/Wohnwagen), Parat Automotive AG (Neureichenau), DUMPS electronic (Röhrnbach/Elektronik), Zambelli (Röhrnbach/Dachsysteme), Bolta (Saunstein bei Schönberg/Industrieprofile), Sesotec GmbH (Saunstein bei Schönberg/Metallsuchsysteme&Stoffseparation), Modehaus Garhammer (Waldkirchen), Gedore (Waldkirchen/Werkzeuge)
Im Zukunftsatlas 2016 belegte der Landkreis Freyung-Grafenau Platz 307 von 402 Landkreisen, Kommunalverbänden und kreisfreien Städten in Deutschland und zählt damit zu den Regionen mit „Zukunftsrisiken“. Laut der Studie bietet er damit von allen Landkreisen in Bayern die viertschlechtesten Zukunftsperspektiven. In der Ausgabe von 2019 verbesserte er sich auf Platz 206 von 401.

### Tourismus
Einer der wichtigsten Wirtschaftsbereiche in diesem ländlichen Raum am ehemaligen Eisernen Vorhang ist der Tourismus, welcher früher durch Fremdenverkehrsgemeinschaften, einer Vereinigung von Gemeinden, Tourismusvereinen und Vermietern, gefördert wurde. Heute unterstützen der Landkreis, die Gemeinden und mehrere Werbegemeinschaften die Tourismusentwicklung direkt. Der Landkreis ist wie alle Nachbarn im Bayerischen Wald im Tourismusverband Ostbayern (TVO) vertreten.
Der wichtigste Anziehungspunkt ist für die Besucher der erste Nationalpark Deutschlands, der Nationalpark Bayerischer Wald, der einen Großteil des nördlichen Landkreisgebietes ausmacht und sich bis in den Nachbarlandkreis Regen erstreckt.

### Verkehr

#### Überregionale Straßen
- Durch den Landkreis Freyung-Grafenau führen drei Bundesstraßen:
  - B 12 (Nord-Süd-Richtung von Passau kommend vorbei an Freyung in Richtung Tschechien, Übergang in die R4 nach Prag)
  - B 85 (Nord-Süd-Richtung von Regen kommend an Schönberg bei Grafenau vorbei nach Passau)
  - B 533 (West-Ost-Richtung von Hengersberg bei Deggendorf kommend bis Schönberg, ab dort bis Grafenau gemeinsame Streckenführung mit der B 85 und weiter bis Freyung)

- Daneben existieren mehrere Staatsstraßen die den Landkreis mit den Fernstraßen verbinden.

#### Bahnstrecken
Die Bahnstrecke Zwiesel–Grafenau ist als einzige Schienenverbindung im Landkreis ständig in Betrieb gewesen. Sie bedient die Bahnhöfe Spiegelau und Grafenau, sowie die Haltepunkte Klingenbrunn, Großarmschlag und Rosenau im Stundentakt.
Bis 1982 wurde auch die Ilztalbahn Passau – Waldkirchen – Freyung noch im Personenverkehr bedient. Nachdem diese Strecke 2005 stillgelegt worden war, wurde sie für den Freizeitverkehr ab 16./17. Juli 2011 wieder in Betrieb genommen.
Von ihr zweigte in Waldkirchen die Bahnstrecke Waldkirchen–Haidmühle nach Haidmühle ab, die von dort über die Grenze ins tschechische Volary führte. Diese wurde nach dem Zweiten Weltkrieg unterbrochen und nach und nach abgebaut. Seit 2001 ist sie auf deutscher Seite vollständig zum Radweg umgebaut. Das tschechische Teilstück führt noch heute direkt an die Grenze bei Nové Údolí (Neuthal) bei Haidmühle.

#### Öffentlicher Nahverkehr
Der Landkreis wird von Bussen des Landkreises (5 Konzessionäre, sowie deren Subunternehmer) bedient. Daneben existieren in den drei Städten Stadtbuslinien. Hinzu kommen die touristisch ausgerichteten Igelbusse.
In den meisten Buslinien und den Bahnlinien des Landkreises gilt das Bayerwald-Ticket. Ebenso gilt die Gästekarte als dem Bayerwald-Ticket entsprechende Fahrkarte „GUTi“ in einigen Streckenabschnitten.

#### Flugplätze
- Im Elsenthal bei Eberhardsreuth westlich von Grafenau, südlich von Schönberg befindet sich der Sportflugplatz „Elsenthal-Grafenau“ (ICAO-Code EDNF)

### Bildung
Berufsschule:
- Staatliche Berufsschule Waldkirchen

Gymnasien:
- Gymnasium Freyung
- Johannes-Gutenberg-Gymnasium Waldkirchen (JGG)
- Landgraf-Leuchtenberg-Gymnasium Grafenau (LLG)

Fachoberschule:
- Staatliche Fachoberschule Waldkirchen

Förderschulen:
- Caritas Schule St. Elisabeth Freyung

Privates Förderzentrum, Förderschwerpunkt geistige Entwicklung
- Don-Bosco-Schule Grafenau

Sonderpädagogisches Förderzentrum mit den Schwerpunkten Lernen, geistige Entwicklung, Sprache
- Schule im Erlenhain Waldkirchen

Förderzentrum mit den Schwerpunkten emotionale und soziale Entwicklung, Lernen und Sprache
Realschulen:
- Realschule Freyung
- Realschule Grafenau

Volkshochschule:
- VHS Freyung-Grafenau, Sitz in Grafenau

### Gesundheitsversorgung
Kliniken am Goldenen Steig gGmbH:
- Kreiskrankenhaus Freyung
- Kreiskrankenhaus Grafenau
- Gesundheitszentrum Waldkirchen

Bayerisches Rotes Kreuz, Kreisverband Freyung-Grafenau:
- Kreisgeschäftsstelle Freyung
- Rettungswachen in Freyung, Grafenau, Waldkirchen, Neureichenau, Schönberg und Schöfweg

Sozialservice-Gesellschaft des Bayerischen Roten Kreuzes GmbH
- Seniorenwohnen Grafenau

### Medien
Einzige täglich erscheinende Lokalzeitung im Landkreis ist die Passauer Neue Presse mit ihrem Lokalteil F, welcher unter den Titeln Grafenauer Anzeiger (Altlandkreis Grafenau) und Passauer Neue Presse (Altlandkreis Wolfstein) erscheint.
Daneben erscheinen mit „die neue Woche“ im ganzen, dem „Bayerwald Wochenblatt“ im westlichen und „Am Sonntag“ im östlichen Landkreis wöchentlich drei kostenlose Anzeigenblätter mit Meldungen aus dem Landkreis.
Daneben berichten das Studio Ostbayern des Bayerischen Rundfunks, das Lokalradio unserRadio sowie der Lokalfernsehsender TRP1 aus dem Landkreis.

## Schutzgebiete
Im Landkreis gibt es acht Naturschutzgebiete, sechs Landschaftsschutzgebiete, 13 FFH-Gebiete und mindestens 55 vom Bayerischen Landesamt für Umwelt ausgewiesene Geotope (Stand August 2016).

## Kfz-Kennzeichen
Bei der Bildung des neuen Landkreises wurden zunächst die am 1. Juli 1956 eingeführten Unterscheidungszeichen GRA (Grafenau) und WOS (Wolfstein) zugeteilt. Diese wurden am 5. August 1974 vom neuen bis heute gültigen Unterscheidungszeichen FRG abgelöst. Seit dem 10. Juli 2013 sind die Unterscheidungszeichen GRA und WOS wieder für den Landkreis Freyung-Grafenau erhältlich.

## Sonstiges
Von 1989 bis 2010 war der Landkreis Heimat der Fernsehserie Forsthaus Falkenau, die in der fiktiven Stadt Küblach im Landkreis Freyung-Grafenau spielte.

## Städtepartnerschaften
Der Landkreis Freyung-Grafenau unterhält eine Partnerschaft mit:
- Třeboň, Tschechien